# Brown Eyed Girls

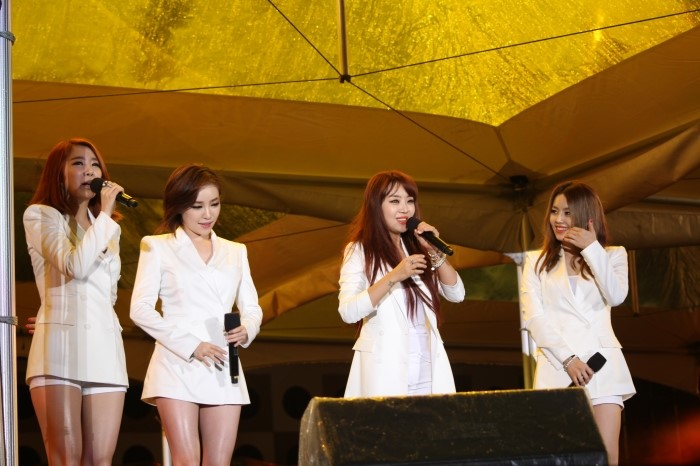
Brown Eyed Girls, met van links naar rechts: Jea, Ga-In, Narsha en Miryo

De Brown Eyed Girls (afgekort: BEG, Koreaans: 브라운 아이드 걸스) is een Zuid-Koreaanse meisjespopgroep onder NegaNetwork bestaande uit Jea, Narsha, Ga-in en Mir-yo.

## Geschiedenis
De groep begon in 2006, maar hun doorbraak kwam met het album Love in 2008. Nadien volgde het album Sound G en het lied "Abracadabra". Anders dan andere meidengroepen die hun debuut hadden in 2006, is Brown Eyed Girls nog steeds actief.

## Leden
| Artiestennaam   | Echte naam            | Geboren           |
| --------------- | --------------------- | ----------------- |
| Jea (제아)      | Kim Hyo-jin (김효진)  | 18 september 1981 |
| Miryo (미료)    | Jo Mi-Hye (조미혜)    | 2 november 1981   |
| Narsha (나르샤) | Park Hyo-jin (박효진) | 28 december 1981  |
| Gain (가인)     | Son Ga-In (손가인)    | 20 september 1987 |

## Discografie

### Albums
| Jaar | Albumgegevens                               |
| ---- | ------------------------------------------- |
| 2006 | Your Story Uitgebracht: 9 maart 2006        |
| 2007 | Leave Ms. Kim Uitgebracht: 6 september 2007 |
| 2008 | With L.O.V.E. Uitgebracht: januari 2008     |
| 2008 | My Style Uitgebracht: 10 september 2008     |
| 2008 | Sound G. Uitgebracht: 20 juli 2009          |
| 2011 | Sixth Sense Uitgebracht: 23 september 2011  |
| 2013 | Black Box Uitgebracht: 29 juli 2013         |
| 2015 | Basic Uitgebracht: 5 november 2015          |

### Singles
- 2006: "Hold the Line" (met Cho PD) en "다가와서"
- 2007: "너에게 속았다" en "오아시스" (met Lee Jae Hoon)
- 2008: "My Style (Hidden Track)", "어쩌다" en "L.O.V.E"
- 2009: Abracadabra Sign en "Candy Man"
- 2010: "Magic (FOI 2010 주제곡)"
- 2011: "Sixth Sense" en "클렌징크림"
- 2012: "한 여름밤의 꿈"
- 2013: "Recipe"

### Solosingles
Gain
- 2006: "Must Have LOVE" en "Must Have FRIENDS"
- 2008: "결혼 (Marriage)" (met Jung Chul Choi)
- 2009: "두근두근 Tomorrow" (als 4Tomorrow), "우리 사랑하게 됐어요 (We Fell In Love)" (met Jo Kwon van 2AM)
- 2010: "Bad Temper" en "돌이킬 수 없는 (Irreversible)"
- 2012: "너만은 모르길 (For You Not to Know)", "다른 사람 품에 안겨서 (Someone Else)" (met Park Jin-Young), "Take Out" (met Ra.D), "피어나 (Bloom)", "노스텔지아 (Nostalgia)" (met Eric of Shinhwa)
- 2013: "Brunch" (met Hyungwoo)

Miryo
- 2010: "After the Bus Left (K.Will & Miryo)"
- (버스가 떠난 뒤에)
- 2012: "DIRTY"

Narsha
- 2010: "I'm in Love" (met Sungha Jung), "Bbi Ri Bba Bba" (삐리빠빠), "Mamma Mia" (맘마미아) (met Sunny Hill)

Jea
- 2010: "Because You Sting" (니가 따끔거려서) (met G.O van MBLAQ)
- 2012: "Let's Hug" (안아보자) (met Jeong Yeop van Browneyed Soul)
- 2013: "While You're Sleeping" (그대가 잠든 사이)

### Soloalbums
| Jaar | Albumgegevens                  | Lid                                |
| ---- | ------------------------------ | ---------------------------------- |
| 2010 | NARSHA                         | Narsha Uitgebracht: 2010           |
| 2010 | MamaMia (met SunnyHill)        | Narsha Uitgebracht: 2010           |
| 2010 | Step 2/4                       | Gain Uitgebracht: 8 oktober 2010   |
| 2012 | Miryo aka Johoney              | Miryo Uitgebracht: 1 februari 2012 |
| 2012 | Talk about S                   | Gain Uitgebracht: 5 oktober 2012   |
| 2013 | Just Jea                       | Jea Uitgebracht: 4 januari 2013    |
| 2013 | Romantic Spring (met Hyungwoo) | Gain Uitgebracht: 8 april 2013     |